# Muse of Fire (documental)
Muse of Fire es un documental británico de 2013, dirigido por Dan Poole y Giles Terera, que a su vez lo escribieron, musicalizado por Giles Terera, en la fotografía estuvo Dan Poole y los protagonistas son Ian McKellen, Judi Dench y Mark Rylance, entre otros. El filme fue realizado por Muse Of Fire Film, Lion Television y Timebomb Pictures, se estrenó el 26 de septiembre de 2013.

## Sinopsis
Dos jóvenes actores de Londres se aventuran para afrontar el reto más grande en el mundo de la actuación: Shakespeare.